# Johann Schauenburg
Johann Schauenburg auch:  Johann Schoweborg, Johannes Schouwenborch, Johann Schotteborch oder Schomberger  (* um 1445; † um 1510), war Klosterpropst des Klosters Uetersen.

## Leben
Propst Johann Schauenburg war der Nachfolger von Otto Schauenburg und gehörte zur Familie der Schauenburgs. Er trat 1470 zum ersten Mal in Erscheinung. Auf einer Inschrift eines Messingleuchters wird er wie folgt erwähnt:„Ao. Dni. MCCCC, do man scref in denne LXX Jar (1470), do let Mester Johann Schoweboerg, Prowest to Utersten maken dessen luechter her inne sune stede“. Im Jahr 1488 wird er einmal „Schomberger“, einmal nur mit dem Vornamen „Johann“ genannt (25. März 1488). Im Jahr 1504 stiftete er mit seinem Bruder Hinrich der Klosterkirche in Uetersen einen goldenen Kelch mit der Inschrift: „Anno Dni. XV'IIII johannes schouwenborch er Frater hinrick cius dederunt huc calicen aureum, orate pro eis“. Im Jahr 1504 wurde er noch mehrmals urkundlich erwähnt, war aber in dieser Zeit nicht mehr Klosterpropst. In dieser Zeit waren Ketel und Benedikt von Ahlefeldt die Pröpste des Klosters.
Erst am 30. August 1510 erschien er wieder in einer Urkunde des Grafen Johannes IV., in dem er ihn als Verwandten bestätigte. In dieser Zeit war er wieder Klosterpropst und führte das Amt bis zum Jahr 1510 aus. Johann Schauenburg verstarb um 1510, sein Nachfolger wurde Johann von der Wisch.